# Dvigrad
Dvigrad (tal. Duecastelli, Docastelli) su ruševine srednjovjekovnog grada smještene u Istarskoj županiji u Limskoj dragi blizu Kanfanara.
Važan je povijesno-arheoleološki lokalitet u turističkoj ponudi općine Kanfanar. Najočuvanije su ruševine posljednje faze života grada smještenog na uzvisini Moncastello. Na susjednoj stjenovitoj istaci Castel Parentin (zapadno od Moncastela) nalazila se još jedna utvrda, napuštena već u ranom srednjem vijeku.

## Povijest
Zahvaljujući izvanrednom strateškom položaju, blizini vode i obilju plodnoga tla, područje je naseljeno već u prapovijesti (oblik tipičnoga terasastoga gradinskoga naselja, nalazi keramike). Arheolški nalazi potvrđuju kontinuitet naseljenosti Dvigrada u antici (keramika, oružje, predmeti svakodnevne upotrebe, numizmatika, epigrafski spomenici). U to doba naselje je uključeno u sustav obrane sjeverne granice pulskog agera. Podno dvigradskih zidina uočeni su i tragovi antičkog puta koji je od Pule preko Bala i Dvigrada vodio u unutrašnjost Istre. Nakon višestrukih epidemija bubonske kuge potkraj 6. i početkom 7. stoljeća naseljavaju se prve slavenske skupine. U povijesnim izvorima Dvigrad se prvi put spominje 879., kada umjesto pulske biskupije jurisdikciju nad dvigradskom crkvom dobiva akvilejski patrijarhat. Patrijarsi preko svojih feudalnih ovlasti utječu na javni i administrativni život grada nekoliko sljedećih stoljeća. Potkraj 13. stoljeća posjed nad Dvigradom dobivaju grofovi Gorički, a patrijarh je prisutan samo kao nominalna vlast. Tijekom 13. stoljeća postupno se mijenja etnička struktura stanovništva dvigradskoga područja, pa unatoč većem priljevu germanskoga stanovništva dominantan uskoro postaje slavenski etnik. Tijekom 14. stoljeća sve je veći utjecaj Mletačke Republike, ali ona administrativnu vlast preuzima tek 1413., kada je donesen Statut Dvigradskoga komuna, kojim je stvarno dokinuta patrijarhova vlast. Nakon razdoblja napretka pod mletačkom upravom, potkraj 14. stoljeća dolazi do nove epidemije kuge, a na početkom 16. stoljeća i malarije. Istodobno pristiže novi val doseljenika, uglavnom izbjeglica pred osmanskim osvajanjima iz Zagore i Hercegovine. U vrijeme Uskočkoga rata između Venecije i Austrije, Dvigrad 1615. odolijeva višednevnoj opsadi, ali uništena su okolna sela. Zbog takvih su se prilika stanovnici postupno iseljavali u okolna područja. Oko sredine 17. stoljeća u Dvigradu živi svega nekoliko obitelji. Napuštanje crkve sv. Sofije 1714. i preseljenje župe u Kanfanar značilo je i konačan kraj kaštela.

## Karakteristike grada
Danas vidljivi ostatci najveće su ruševine urbanoga naselja u Istri i pružaju jedinstvenu sliku potpuno očuvanoga tipičnoga srednjovjekovnog grada, tj. kaštela. Grad je opasan dvostrukim obrambenim zidinama, međusobno povezanim trima gradskim vratima. U sklopu unutarnjega zida nalaze se tri kule, koje su u sadašnjem obliku izgrađene tijekom 14. stoljeća. Unutar zidina očuvani su ostatci više od 200 zdanja te pravci komunikacija među njima.
Središnjim dijelom naselja, koji je ujedno i njegova najviša točka, dominira crkva sv. Sofije. Istraživanjima je utvrđeno nekoliko građevnih faza crkve. U najstarijoj, ranokršćanskoj fazi (druga polovica 5. stoljeća), crkva je bila jednobrodna zgrada s upisanom polukružnom apsidom. Potkraj 8. stoljeća svetišni se prostor dograđuje, te on dobiva tri upisane polukružne apside. U isto vrijeme crkva je oslikana freskama, a nešto poslije (9. i 10. stoljeće) s južne su strane dograđeni kapela (krstionica) i zvonik. Svoj sadašnji izgled trobrodnoga zdanja s trima polukružnim upisanim apsidama crkva dobiva u doba romanike (13. stoljeće). Tijekom 14. stoljeća na sjevernoj strani je dograđena sakristija. Gotičkom razdoblju pripada i šesterostrana, reljefno ukrašena propovjedaonica (danas u župnoj crkvi sv. Silvestra u Kanfanaru).
Ispred crkve nalazio se glavni gradski trg, okružen reprezentativnim zgradama – gradskom palačom na istočnoj strani i prostorima koji su pripadali kaptolu na zapadnoj. Zapadno od bazilike nalazi se niz prostorija vezanih za fortifikacijski sustav, a služile su za smještaj vojne posade. Jugozapadni dio naselja čini obrtnička zona, dok je ostali dio popunjen uglavnom stambenim prostorima. Kasnoantičko i ranosrednjovjekovno groblje koje je pripadalo naselju nalazilo se uz crkvicu sv. Petra na lokalitetu Kacavanac južno od Dvigrada. Novije groblje, koje je i danas u funkciji, nalazi se podno sjeverne dvigradske padine uz crkvu sv. Marije od Lakuća. Crkva je romanička zgrada s polukružnom upisanom apsidom i preslicom na pročelju. Unutrašnjost i zidani baldahin iznad ulaza oslikani su ciklusom fresaka Šarenoga majstora  (kraj 15. stoljeća).
Isti majstor oslikao je i crkvicu sv. Antuna Opata južno od Dvigrada. U srednjovjekovnom razdoblju na području Dvigrada nalazilo se više od 20 crkava, od kojih su očuvane samo neke. Romanička kapela sv. Ilije nalazi se istočno od Dvigrada. God. 1492. na nadvratniku upućuje na izvedenu pregradnju svoda. Na groblju u Ladićima nalazi se romanička crkva sv. Siksta, sa zvonikom na sjeverozapadnom uglu. Na sjevernoj strani Ladića nalaze se ruševine ranokršćanske crkve sv. Justa. Ranoromanička crkva sv. Agate između Vidulina i Kanfanara jednobrodno je zdanje s poligonalnom izbočenom apsidom, u kojoj su očuvani ostatci fresaka. Zapadno od nje nalaze se ostatci romaničke crkve sv. Jakova, uz koju je, prema povijesnim izvorima, prolazila granica između teritorija Dvigrada i Žminja.
Važnu ulogu u povijesti Dvigrada imali su i benediktinci, čiji je red na dvigradski teritorij počeo djelovati u drugoj polovici 10. stoljeća. Osim izgradnje nekoliko samostana, među kojima je najvažniji sv. Petronila, benediktinci su oživjeli taj prostor kultivirajući napuštene terene. Ruševine samostanske crkve nalaze se uz cestu za Kanfanar. Crkva je jednobrodna, s izbočenom pravokutnom apsidom i lezenama na vanjskom zidnom plaštu. U temeljima je očuvana i crkva benediktinskoga samostana sv. Petra u Okovima u Fratriji na Ulišićevoj Stanciji južno od Barata, a pripada rijetkim primjerima romaničkih crkava s trima polukružnim izbočenim apsidama.

## Galerija
- freska „Šarenoga majstora“ iz XV. stoljeća, nad ulazom u crkvu sv. Marije od Lakuća u Dvigradu
- freska „Šarenoga majstora“ iz XV. stoljeća, s prikazom sv. Sebastijana i sv. Roka, u crkvi sv. Marije u Dvigradu
- freske „Šarenoga majstora“ iz XV. stoljeća, u crkvi sv. Marije od Lakuća u Dvigradu
- freska „Šarenoga majstora“ iz XV. stoljeća, iz crkve sv. Antuna opata u Dvigradu

## Vanjske poveznice
- Prilog u culturenet.hr

- http://www.istrapedia.hr/hrv/608/dvigrad/istra-a-z/ pristupljeno, 14. listopada 2012.
- https://istra.lzmk.hr/clanak/773 pristupljeno, 14. listopada 2012.
- Dvigrad Hrvatska tehnička enciklopedija, portal hrvatske tehničke baštine. LZMK